# Європейський Конвент
Конвент про майбутнє Європейського Союзу або Європейський Конвент (англ. European Convention) — орган, заснований Європейською Радою в грудні 2001 року в результаті Лакенської декларації. Натхненний Філадельфійською конвенцією, яка призвела до прийняття федеральної конституції Сполучених Штатів, її мета полягала в тому, щоб підготувати проєкт конституції для Європейського Союзу. Конвент завершив свою роботу в липні 2003 року своїм проєктом Договору про створення Конституції для Європи.

## Історія
У грудні 2000 року в Ніцці Європейська Рада ухвалила декларацію про майбутнє Європейського Союзу — Ніццьку декларацію. В ній засвідчено намір провадити інституційну реформу далі, не зупиняючись на результатах міжурядової конференції 2000 року. Декларація визначила три кроки цієї реформи: відкриття дебатів про майбутнє ЄС; Конвент для підготовки інституційної реформи; і нарешті, скликання міжурядової конференції 2004 року.
На Лаекенському саміті (Брюссель) в грудні 2001 року глави держав та урядів ухвалили рішення про створення Конвенту за майбутнє Європи. Згідно з Лаекенською декларацією він мав розглянути чотири ключові питання щодо майбутнього Союзу: розподіл повноважень, спрощення договорів, роль національних парламентів та статус Хартії основних прав.
До складу Конвенту увійшли представники всіх інституцій ЄС, а також члени національних парламентів і представники урядів держав-членів. Очолював його колишній президент Франції Валері Жискар д’Естен. Інавгураційне засідання Конвенту відбулося 28 лютого 2002 року, а завершив він свою роботу в липні 2003 року.
У червні 2003 року на Європейській Раді в Салоніках Жискар д’Естен представив проєкт Конституційного договору Європейського Союзу — кінцевий документ Конвенту за майбутнє Європи. Цей проєкт став базою для обговорення на міжурядовій конференції, яка завершилась ухваленням європейської Конституції.